# YAIBA
《YAIBA》(刃)는 《명탐정 코난》으로 잘 알려진 아오야마 고쇼의 만화로 1988년부터 1993년 쇼가쿠칸의《주간 소년 선데이》이 연재되었다. 1993년 제38회 쇼가쿠칸 만화상 아동 부분 수상작이다. 《검용전설 야이바(劍勇傳說 刃)》란 제목으로 TV 도쿄에서 애니메이션으로 방송되었으며, 게임으로도 발매되었다.
천하 제일의 무사를 꿈꾸는 소년 야이바와 검의 마력으로 오니가 된 오니마루간의 결투를 다룬 코메디 격투 만화이다. 만화 속에는 실존 인물인 미야모토 무사시, 사사키 코지로가 등장하는 등 많은 실존 인물이 극화되어 등장한다.
대한민국에서는 서울문화사에서 《YAIBA》라는 이름으로 만화 정식 발매되었다.

## 작가의 다른 작품과의 관계

### 매직 카이토
괴도 키드와 보검을 놓고 대결하고 있다. 하지만 야이바가 「괴도 키드」를 「간첩 키드」라고 잘못 알고 있었다. 기술인 회오리 바람을 켤 때였던 것으로 보아 제 5-6 권 중반에 등장한 것으로 보인다. 덧붙여서 밖에 사야카, 미시건, 게로몬, 쇼나카이, 카게토라, 라이조 사야카의 어머니 시즈카 사야카 할머니 후지, 켄쥬로, 도깨비까지도 등장한다. 이것은 「명탐정 코난」의 작품으로서 애니메이션화 된다.(아래 참조) 한편 「YAIBA」의 최종화에 쿠로바와 나카모리라는 이름이 나오고 있다. 그러나 성씨 만이라서 카이토와 아오코인지는 알 수 없다.

### OVA 작품
「주간 소년 선데이」에서 응모자 전원 서비스로 판매되고 있었고, OVA 「명탐정 코난 코난 vs 키드 vs 야이바 보검 쟁탈 대결전!」에서는 「명탐정 코난」· 「매직 카이토」 아오야마 만화 캐릭터와의 삼대 공연을 이루고 있다. 내용은 "매직 카이토"에서의 보검을 둘러싼 싸움에 「명탐정 코난」의 캐릭터를 덧붙이고 어레인지시킨 것이다. 「명탐정 코난」를 제작하고있는 도쿄 무비 (현 톰스 엔터테인먼트)가 애니메이션 제작을 담당하고 있으며 또한 이 작품은 현재 토호에서 발매된 DVD 「명탐정 코난 SECRET FILE 1」에 수록되어 있다.